# Avit de Clermont
Pour les articles homonymes, voir Saint Avit.
Avit de Clermont (en latin Avitus), né vers 525 et mort vers 594-595, était un homme d'église du haut Moyen Âge qui fut évêque de Clermont au VIe siècle. Il est considéré comme saint par l’Église catholique ainsi que l’Église orthodoxe qui le célèbrent le 21 août sous le nom de saint Avit.

## Biographie

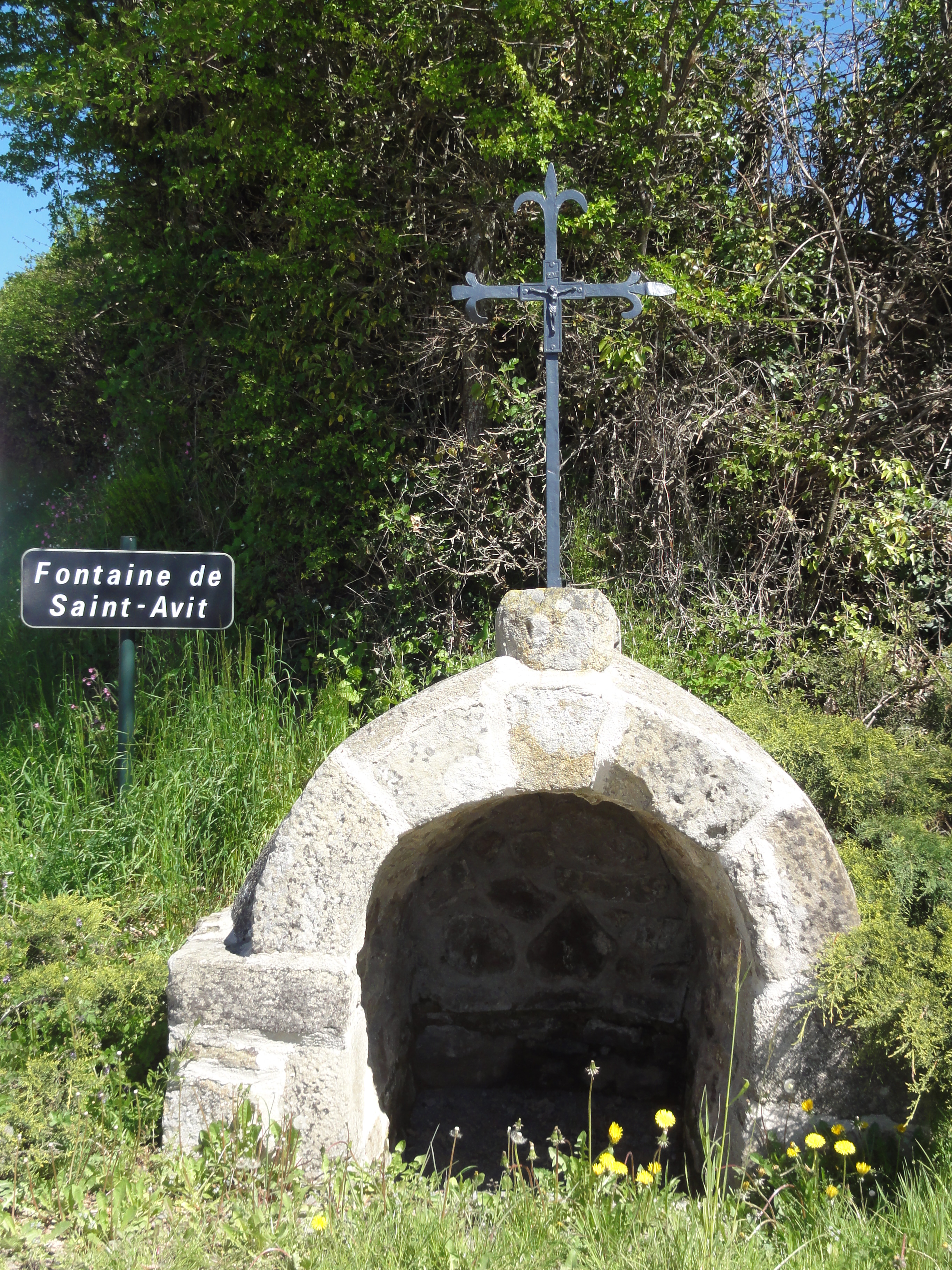
Fontaine Saint-Avit à la Cellette.

Avit est issu de la famille des Aviti, importante famille de l'aristocratie auvergnate dont sont issus l'empereur Eparchus Avitus, mais également des comtes d'Auvergne comme Apollinaire de Clermont ou des hommes de lettres comme Sidoine Apollinaire. Son père est probablement Felix, cité comme évêque de Bourges en 573, et sa mère est probablement Leocadia, elle-même grand-mère par un premier mariage de Grégoire de Tours.
18e évêque de Clermont, Avit est le premier constructeur de la basilique Notre-Dame-du-Port de Clermont-Ferrand à partir de 580.
Il est également cité par Grégoire de Tours, dans l’ouvrage « La gloire des Martyrs », comme le commanditaire de la construction de la première basilique paléochrétienne Saint-Genès de Thiers dans les années 570-580. Pour assoir cette nouvelle fondation, il fait ajouter les reliques de Genès d’Arles à celles de Genès de Thiers, saint local, et instaure une fête religieuse à laquelle de nombreux pèlerins viennent en masse se faire soigner. Ce dernier évènement est vraisemblablement l’acte fondateur de la ville haute actuelle de Thiers.
En 576, il demande aux juifs de quitter la ville ou d'accepter d'être baptisés. Une synagogue  est détruite à la suite de sa prédication et les juifs se convertissent en masse au christianisme. Il a été le maître de Grégoire de Tours.
Il est célébré en Auvergne où, d'après la tradition, il intervient à la suite d'un séjour à Menat auprès d´enfants malades de la Cellette. Il aurait fait jaillir une source, l'actuelle fontaine Saint-Avit, dont l'eau est réputée soigner les enfants. Une confrérie Saint-Avit existe en Auvergne.